# Orimarga frommeri
Orimarga frommeri là một loài ruồi trong họ Limoniidae. Chúng phân bố ở miền Cổ bắc.